# بروايلورس
الپروايلورس (Proailurus؛ يعني "أول قط") كان آكل للحوم قبل تاريخي عاش في أوروبا وآسيا منذ حوالي 25 مليون سنة خلال الأوليجوسين المتأخر والميوسين المبكر، اكتشفت حفرياته في منغوليا وألمانيا وإسبانيا.
كان الپروايلورس حيوان صغير وكان أكبر قليلًا من القطط المنزلية، وزنه 9 كيلوجرامات وله ذيل طويل وعينان كبيرتان ومخالب وأسنان حادة مع نسب مماثلة للزباديات الحديثة.